# Беверен (порода кролів)
Беверський (Beveren) (інші назви «беверен») — відмінна стійка старовинна європейська порода кролів.

## Історія
Виведена в бельгійському місті Беверен в XIX столітті, в результаті схрещування кролів віденського блакитного та інших порід. Оригінальне забарвлення - блакитне, стандарт для якої було встановлено в 1902 році в Бельгії. В 1925 році лінія була визнана в Америці і незабаром порода поширилась по всьому світу.

## Біологічні характеристики
Великі кролики з напіварочним тулубом, при якому верхня лінія, якщо дивитися збоку, полого описує правильну мандоліноподібну форму. Широке тіло щільне і глибоке, з добре розвиненою задньою частиною і міцним попереком. Вуха довгі - до 15 см, V-подібної форми.
Вага дорослих самців в межах 3,5-5 кг, самок - 4,5-5,5 кг. Шерсть типу роллбек, блискуча, густа, шовковиста, волокна досить довгі, в межах 3-4 см.
Самка приносить в середньому 8 кроленят, показує відмінні материнські якості, дбайливо виходжуючи потомство. Молочних ласкавих кролиць цієї породи можна використовувати в ролі названої матері для кроленят будь-яких порід.

## Хутро
Найпоширеніші кролі з блакитним забарвленням, також існують чорні, білі, шоколадні і лілові. Очі у кроликів з блакитним забарвленням блакитно-сірі, у білих - блакитні, у чорних - карі.